# Torre Reforma
La Torre Reforma es un rascacielos ubicado en la Ciudad de México. Sus 246 metros de altura, lo convierten en el tercer rascacielos más alto de México.
La construcción comenzó en mayo de 2008 y finalizó en mayo de 2016. El complejo incluye un restaurante, un centro comercial y áreas de entretenimiento. La constructora del edificio fue Capital Vertical Grupo Inmobiliario, mientras que LBR y Arquitectos desarrollaron el proyecto. 
Se edificó en Paseo de la Reforma 483, a unos pasos de la Torre Mayor, en el predio que estuvo ocupado por un club nocturno en el Paseo de la Reforma, y se llegó a la conclusión de seguir conservando la casa y construir a un lado la torre.
La Torre Reforma cuenta con la certificación internacional LEED, que lo acredita como edificio sustentable, y es el segundo edificio certificado más alto de Latinoamérica.
El responsable del diseño de la Torre Reforma explicó que el edificio crecería en sus pisos superiores, para evitar ocupar la totalidad del predio disponible, es decir, su planta sería más estrecha que su cúspide. Entre la casa del siglo XIX que se encuentra en la esquina de Río Elba y Reforma y el rascacielos, quedaría libre un patio para colocar mesas de una cafetería e integrar ambos espacios.

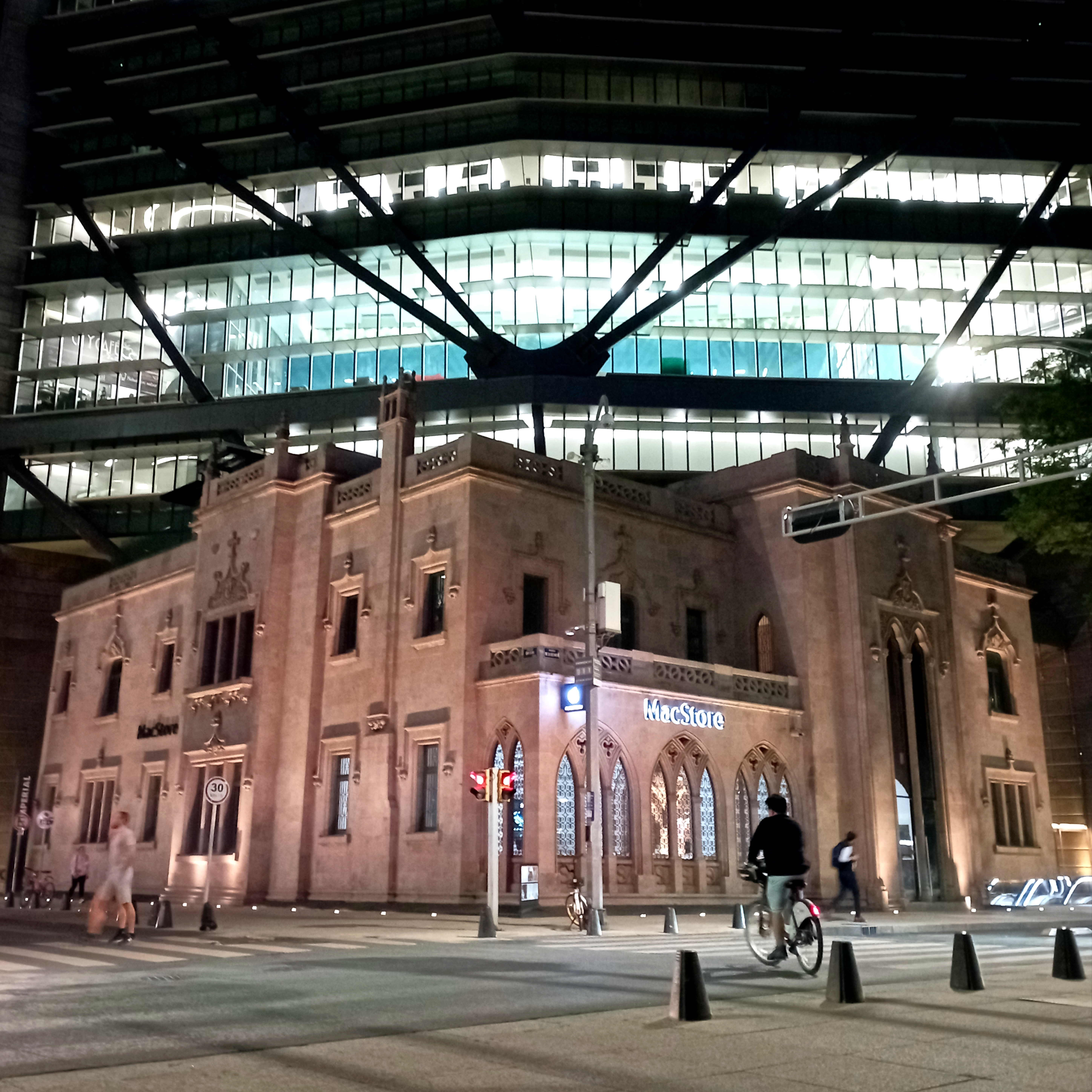
Casa O'Hea o Casa Austin, edificio de los años 30, el cual se conserva como parte de la torre.

## La forma
- Su altura es de 246 metros y cuenta con 57 pisos de 4.20 metros de altura cada uno, lo que permite espacio suficiente entre pisos para mejorar la ventilación y permitir ahorro en la energía usada por el aire acondicionado. El edificio cumplió las especificaciones para convertirse en un inmueble LEED, reservada para aquellos que son nobles con el ambiente.
- Se ubica en el Paseo de la Reforma 483, cerca de la Torre Mayor, en la Delegación Cuauhtémoc.
- El área total del edificio es de 73 490 m² en un predio de 8000 m².
- Debido a su forma de pentágono alargado en dos de sus vértices, la sombra que proyecta hacia los inmuebles vecinos no dura más de 25 minutos al día, detalló Lingard.

## Detalles importantes
- Tiene alrededor de 35 elevadores (ascensores), estos alcanzan un máximo de avance de 6,8 metros por segundo. Cabe destacar que es junto con la Torre WTC los edificios con más número de elevadores en Latinoamérica.
- El edificio puede soportar un sismo de 9.0 en la escala de Richter, y la empresa TGC (encargada del diseño antisísmico de Torre Mayor y de la renivelación de Catedral) fue la encargada de dotar de sistemas resistentes a los terremotos a Torre Reforma, además que es el edificio más seguro de Latinoamérica.
- La constructora del edificio fue Capital Vertical Grupo Inmobiliario y los que desarrollaron el proyecto fueron LBR y Arquitectos.
- El 18 de abril de 2008 se dio a conocer que la torre cuenta con los permisos correspondientes para empezar su construcción, esto lo dio a conocer el diario[3] Excelsior.
- Según la firma LBR&A, la edificación de la torre inició alrededor del segundo semestre del año, con la excavación del predio para posteriormente colocar los pilotes que sostienen la estructura del que es el segundo edificio más grande de México.
- Pese a ser más alto que Torre Mayor, tiene menos gente laborando o viviendo (3 mil personas en total, contra 10 mil) y es más esbelto y de materiales más ligeros.
- El impacto en la colonia Cuauhtémoc fue menor durante la construcción, aseguró, debido a que el máximo de trabajadores que laboraron fue de 50 a la vez y se les habilitaron áreas de comedor.
- Hay también sistemas de riego en los alrededores, lo que mitiga el polvo que se genera hasta en un 80 por ciento.
- El diseño permite la colocación de celdas solares para producir su propia energía, incluso un sistema de generación eólica de electricidad está ubicado en la cúspide del edificio.[4]
- Cada cuatro pisos hay espacios con jardines para hacer más amable el interior del inmueble, y permiten el ahorro de energía en aire acondicionado.
- Sus aguas grises (descargas de inodoros y duchas) son recicladas en 100%, una vez para su reutilización en sanitarios. Las descargas al drenaje son mínimas.
- Debido a que el edificio es estrecho y esbelto, la cantidad de trabajadores que laboraron en su construcción era de 50 en promedio. Además de las innovaciones en ahorro de energía y de agua, cuenta con un sistema robotizado de estacionamiento de 287 cajones.
- Cabe destacar que la Torre Reforma es de los nuevos rascacielos del Paseo de la Reforma junto con el Edificio Reforma 222 Torre 1, Reforma 222 Centro Financiero, Edificio Reforma 243, Torre Magenta, Edificio Reforma 90, Torre HSBC, Torre Libertad, Edificio Reforma 243, Torre Florencia.

## Edificio inteligente
- El diseño permitió la colocación de celdas solares para producir su propia energía, incluso un sistema de generación eólica de electricidad está ubicado en la cúspide del edificio.
- Todo en la estructura está diseñado para reducir el consumo de electricidad, optimizar y reducir al máximo el gasto de agua y minimizar las descargas al drenaje de la colonia Cuauhtémoc.
- El agua es reciclada y mediante caídas del líquido se genera electricidad para echar a andar algunas maquinarias en los pisos inferiores.
- La seguridad estructural de Torre Reforma está calculada para exceder los requerimientos de los Reglamentos de Construcciones de la Ciudad de México y California, que son los más rigurosos del mundo y proporciona al máximo de seguridad y confort a sus ocupantes. La estructura de acero y concreto cuenta con amortiguadores sísmicos que reducen al mínimo su desplazamiento durante un sismo, amortiguando y disipando una porción importante de la energía que la torre absorbe.
- La Torre Reforma desarrollada por Capital Vertical Grupo Inmobiliario contempló una reducción significativa en el consumo de energía, agua y volumen constructivo, gracias a la incorporación de diversas innovaciones tecnológicas.
- Por ejemplo, se instaló un innovador sistema de aire acondicionado, el cual toma el aire del exterior, y lo somete a un proceso para acondicionarlo, filtrarlo y distribuirlo a través de las serpentinas. Funciona de manera limpia, silenciosa y eficiente, y permite un importante ahorro de espacio e insumos para la construcción.
- Adicionalmente, se instalaron en el edificio paneles de doble vidrio que permiten aprovechar de manera óptima la luz natural; se instalaron sensores que cortan automáticamente la luz en los espacios desocupados o donde la luz natural sea suficiente.
- En lo que se refiere al uso del agua, los sistemas utilizados en la Torre Reforma permiten un ahorro de 55% en relación con edificios convencionales, a través de medidas como el funcionamiento de mingitorios sin agua, la utilización de aguas grises tratadas y recicladas y la utilización de agua de lluvia para riego.
- La Torre Reforma fue sometida a la certificación internacional LEED como edificio sustentable, y es el segundo edificio certificado más grande de Latinoamérica.
- Torre Reforma está administrada por el Building Management System (BMS), un sistema inteligente que controla todas las instalaciones y equipos de forma armónica y eficiente para proteger la vida humana de los inquilinos. A este sistema están integrados los sistemas: eléctrico, hidro-sanitario, de elevadores y protección contra incendio y tiene la capacidad de controlar la iluminación del edificio.
- Es considerado un edificio inteligente, debido a que el sistema de luz es controlado por un sistema llamado B3, al igual que el de la Torre KOI, Reforma 222 Centro Financiero, Torre Ejecutiva Pemex, World Trade Center México, Torre Altus, Arcos Bosques, Arcos Bosques Corporativo, Torre Latinoamericana, Edificio Reforma 222 Torre 1, Haus Santa Fe, Edificio Reforma Avantel, Residencial del Bosque 1, Residencial del Bosque 2, Torre del Caballito, Torre HSBC, Panorama Santa fe, City Santa Fe Torre Amsterdam, Santa Fe Pads, St. Regis Hotel & Residences, Torre Lomas.
- Los pisos subterráneos tienen ventiladores automáticos de inyección y renovación de aire fresco para evitar la concentración excesiva de contaminantes producidos por la combustión, estos están conectados al sistema inteligente del edificio.
- Es el tercer edificio en México que cumple con la norma obligatoria de eficiencia energética de construcciones no residenciales (NOM-008).

## Usos públicos
- La torre tiene un mirador privado en el último piso, superando así al más alto de Latinoamérica, el de la Torre Latinoamericana.
- El edificio integra en su concepto 5 niveles para uso público, incluyendo  restaurantes, bares, cafés, centros de entretenimiento, etc.
- Cuenta también con 16 niveles subterráneos de estacionamiento en donde se delimitan mil 161 cajones (en lugar de los 830 requeridos por ley) para ser usados por visitas, vecinos o pensión.
- Diseño inteligente y ecológico, recolección de agua, paneles solares, cristales inteligentes.

## Datos clave
- Altura- 246 metros.
- Área total - 175,000 metros cuadrados aproximadamente.
- Espacio de oficinas - 73,490 metros cuadrados aproximadamente.
- Pisos - 16 niveles subterráneos en los 73 niveles totales.
- Rango: 	
  - En México: 3º lugar
  - En la Ciudad de México: 1° lugar
  - En Latinoamérica: 8° lugar
  - En el mundo: 465° lugar
  - En la Avenida el Paseo de la Reforma: 2011: 1º lugar

## Galería

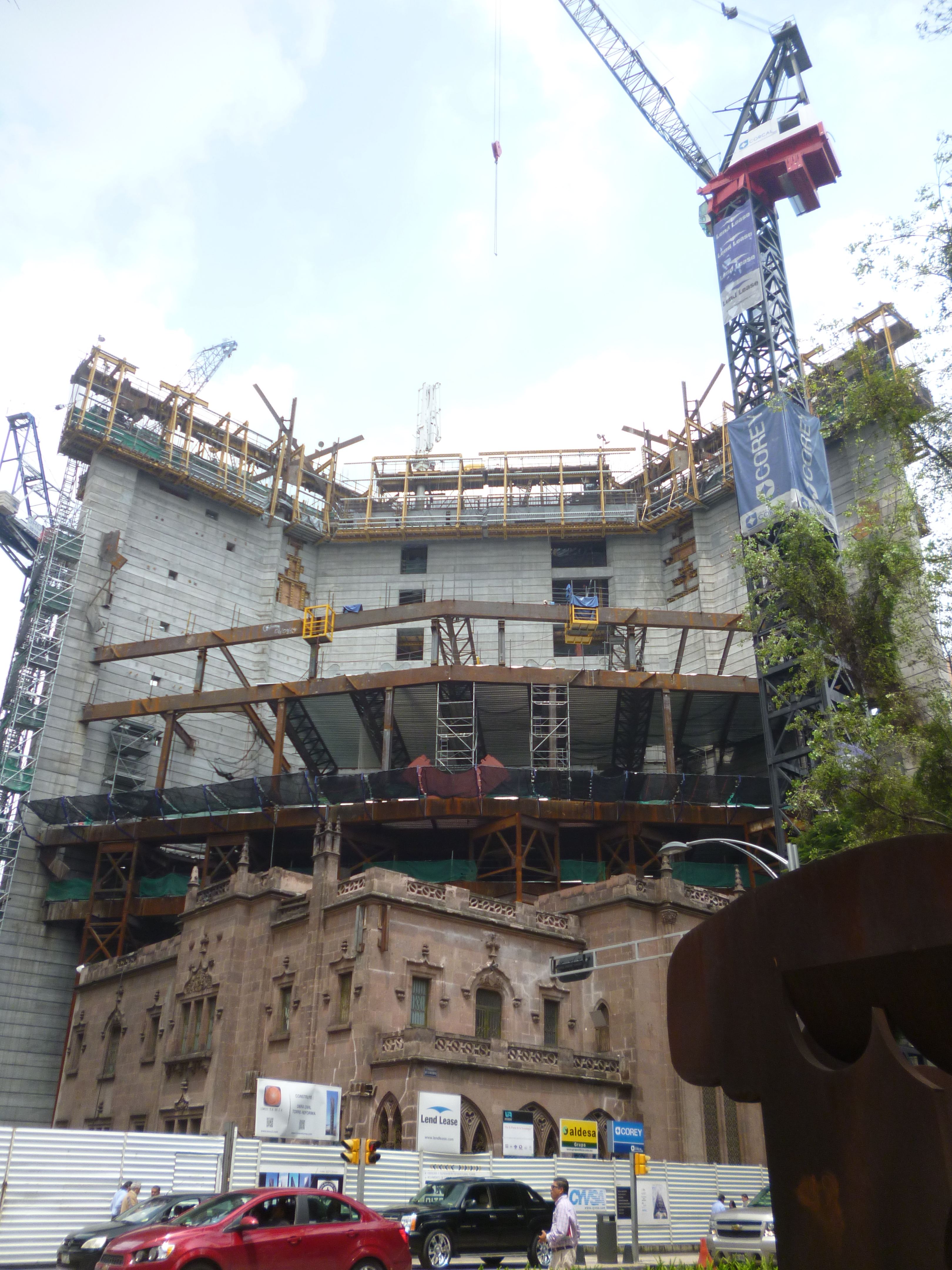
En construcción, 20 de septiembre de 2013
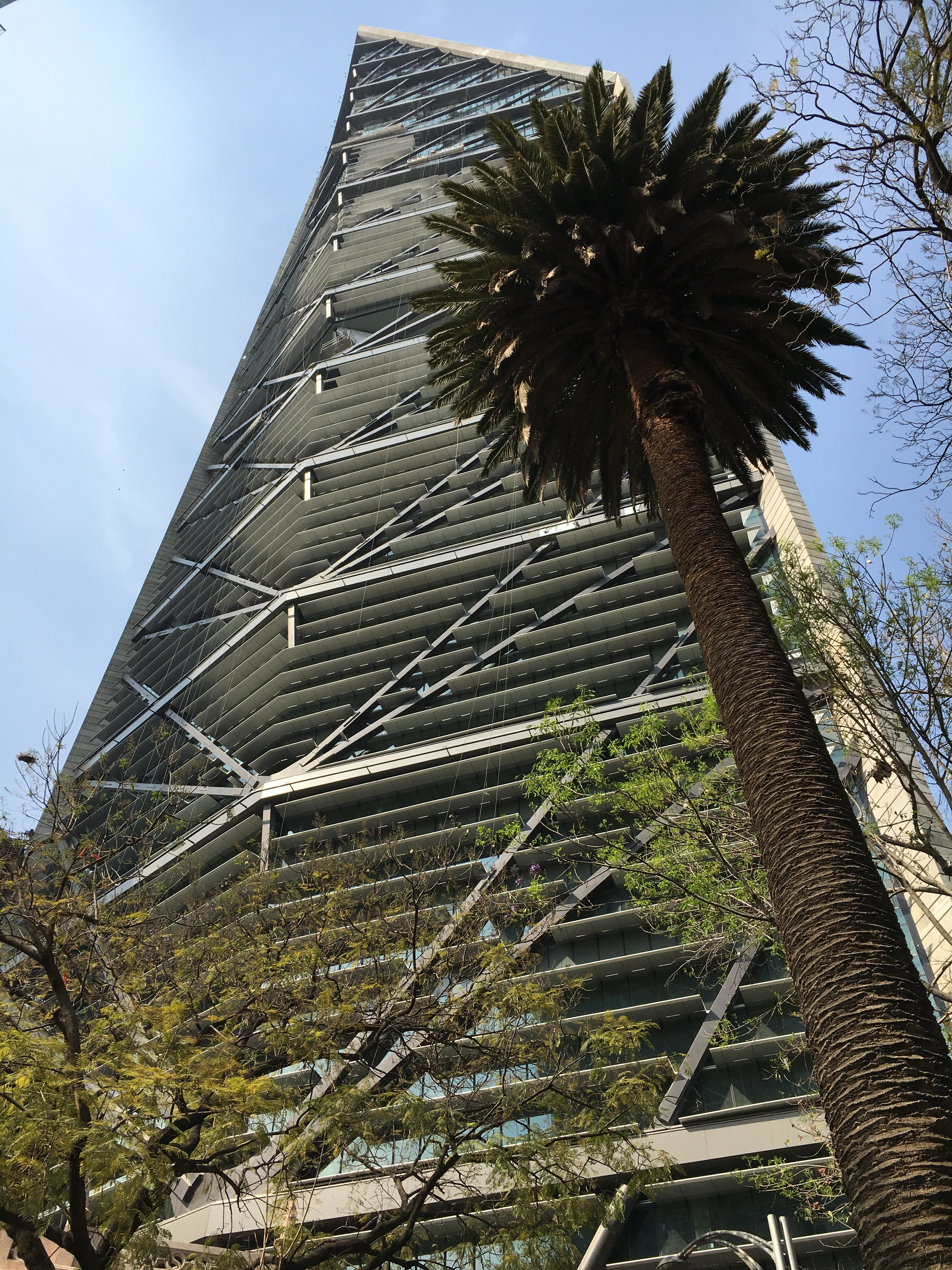
Vista general
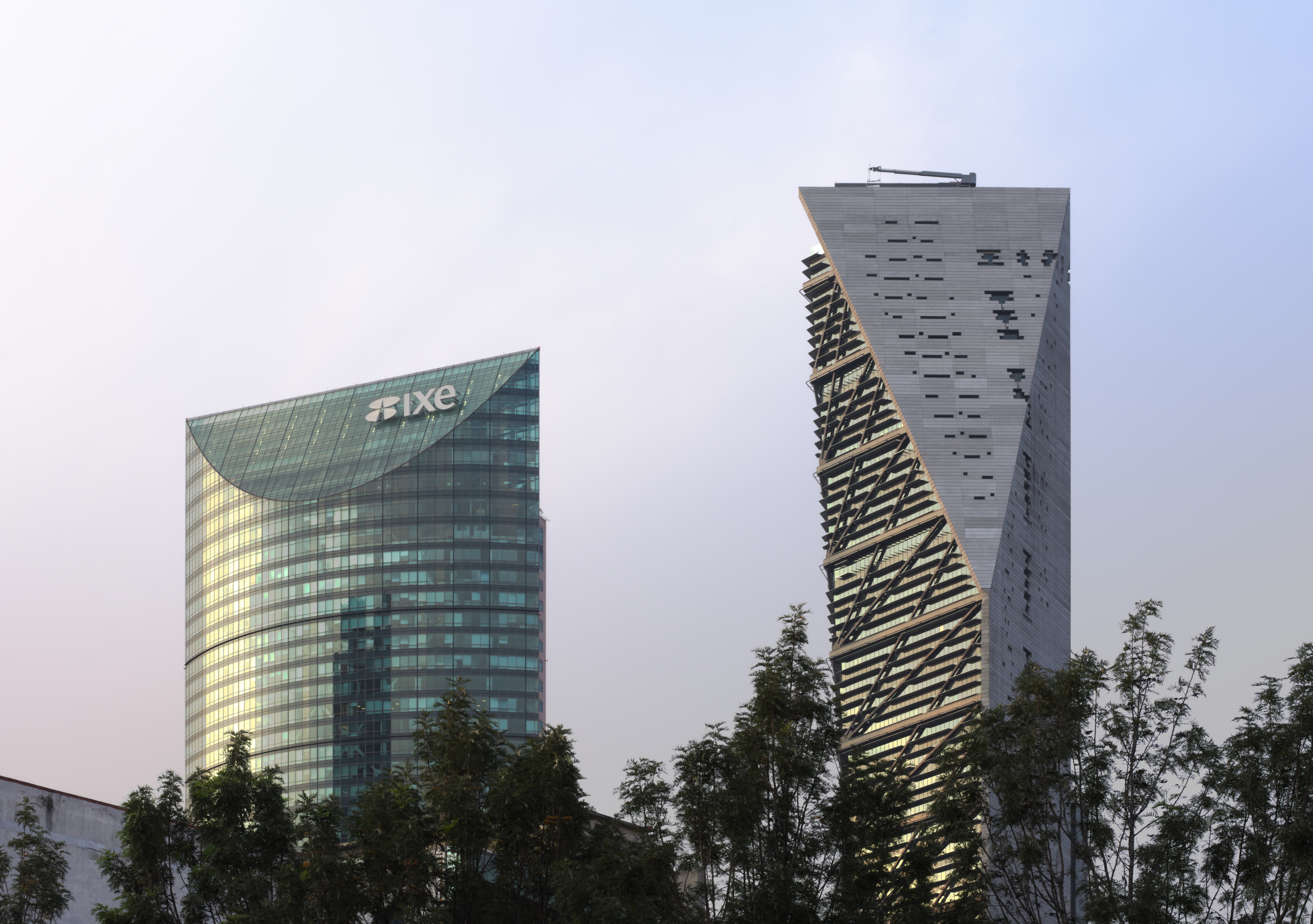
Junto a la Torre Mayor
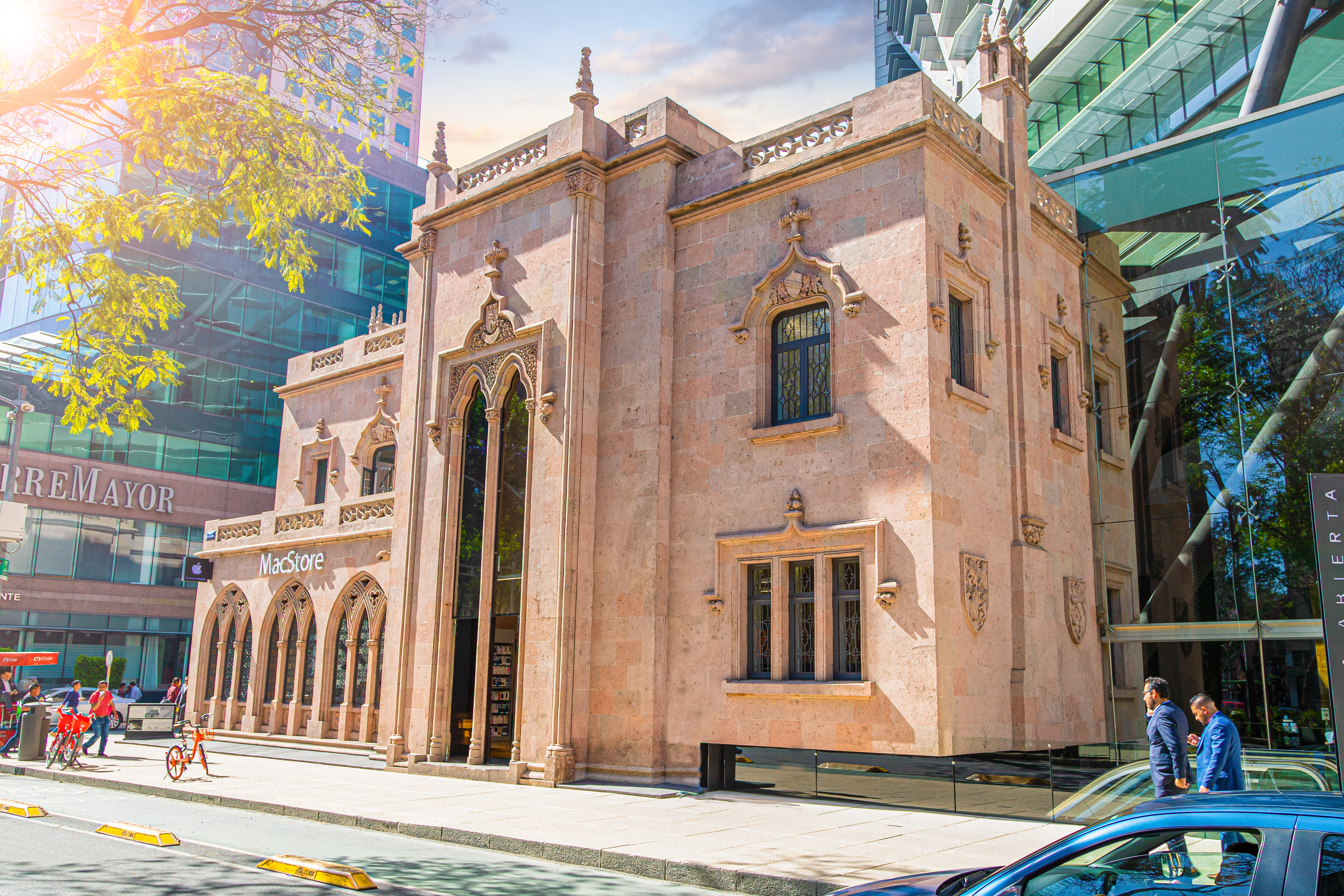
Casa O'Hea
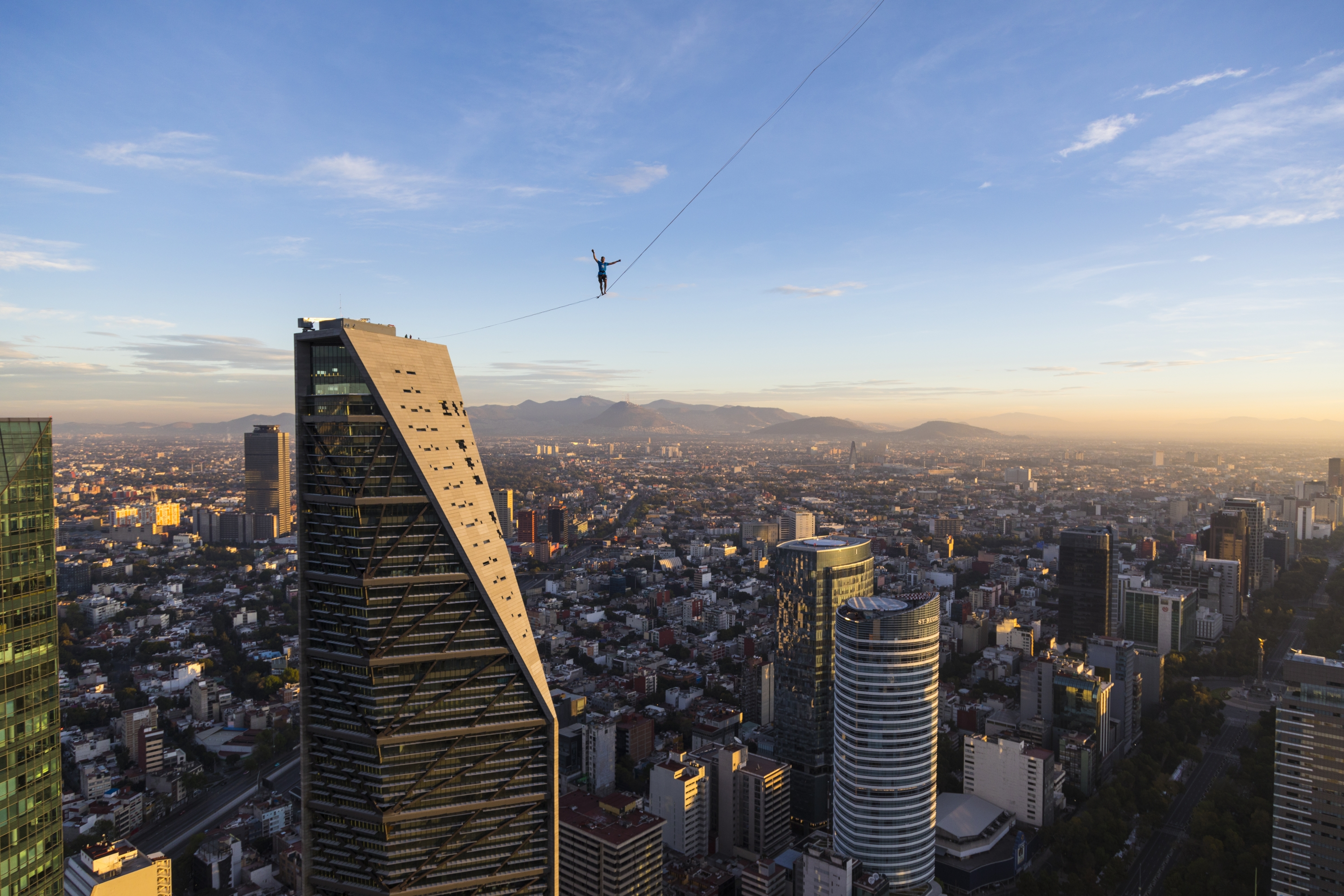
Equilibrista Alexander Schulz, diciembre 2016
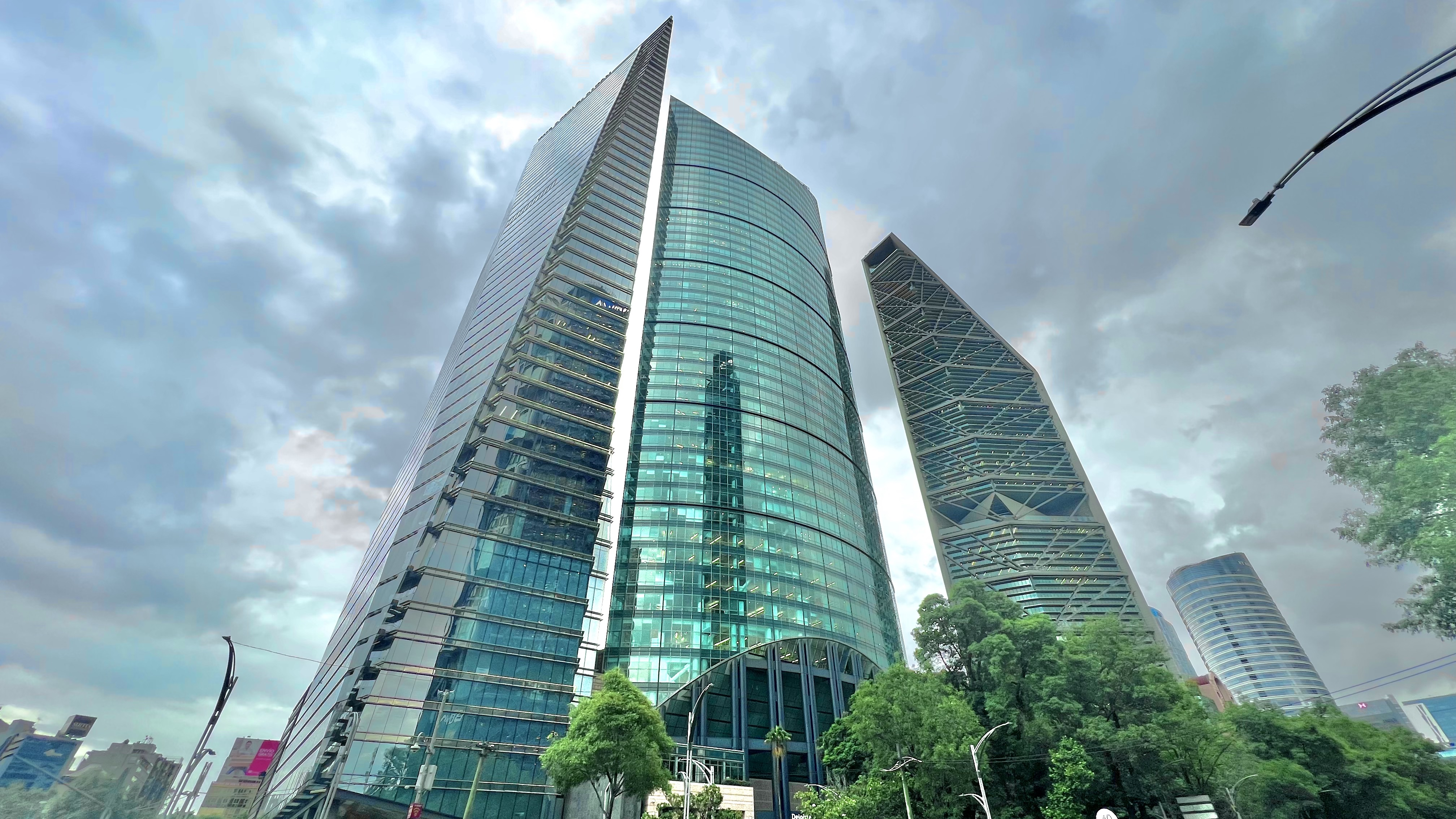
Paseo de la Reforma